# Tlajomulco
Tlajomulco de Zúñiga is een stad in de Mexicaanse staat Jalisco. De plaats heeft 30.273 inwoners (census 2010) en is de hoofdplaats van de gemeente Tlajomulco de Zúñiga.
De plaats werd in 1530 gesticht door Nuño Beltrán de Guzmán en is genoemd naar een inheemse koning.
Tlajomulco is een voorstad van Guadalajara, hoewel het volgens de definitie van de Mexicaanse overheid geen deel uitmaakt van de Agglomeratie Guadalajara. De plaats is de laatste jaren in trek onder rijkere inwoners van Guadalajara die de drukte van de grote stad willen ontvluchten. De belangrijkste bron van inkomsten is de elektronicaindustrie. In Tlajomulco bevindt zich de Internationale Luchthaven Don Miguel Hidalgo y Costilla, het vliegveld van Guadalajara.